# Ryan Nyquist
Ryan Nyquist (Los Gatos, Estados Unidos; 6 de marzo de 1979) es un ciclista profesional estadounidense de BMX con 16 medallas de X-Games, 39 largadas en competencias de X-Games y 60 apariciones en finales del Dew Tour (la mayoría de todos los tiempos). Nyquist es considerado uno de los corredores de BMX más grandes y con más habilidades de todos los tiempos. Nyquist ha ganado numerosas medallas de oro en los eventos de X Games Dirt Jumping & Bike Park. Recientemente, Nyquist se ha interesado por el ciclismo de montaña freeride y ha estado entrenando en ciclismo de montaña y BMX. Actualmente viaja para Haro Bikes, Vans Shoes, Rockstar Energy Drink y The Jiffy Market de Los Gatos.

## Vida personal
Después de vivir en Greenville, Carolina del Norte durante un período, Nyquist regresó al área de San José, California, donde vive con su esposa e hijos.

## Carrera
Nyquist ha sido profesional desde 1995 y compitió por primera vez en los X Games en 1996. Es conocido como uno de los mejores corredores de competición en la historia del BMX. Ha sido un finalista habitual durante más de quince años. También es conocido por hacer variaciones innovadoras de barspin. En 2006 actuó en Cirque Rocks, un circo benéfico celebrado en Nueva Zelanda. En 2015 Nyquist expresó interés en Slopestyle Mountain Biking. En 2016 se entrenó para llegar a Crankworx y luego clasificarse en un lugar en Red Bull Joyride, ubicándose entre los 10 primeros en 9 de los 18 corredores. También se convirtió en el primer ciclista en montar con clavijas en una bicicleta de montaña durante un evento.
En la temporada baja de Nyquist de BMX, compite en bicicleta de montaña Freeride Slopestyle y rápidamente se convirtió en uno de los mejores competidores en bicicleta de montaña, terminando tan alto como el tercer lugar en la medalla de bronce en el evento principal de bicicletas de montaña de slopestyle Red Bull Joy Ride en 2017.
En 2017 se ubicaría en el cuarto lugar en la general. en la codiciada serie FMB Diamond. Si bien los últimos años se centró en el ciclismo de montaña, planeaba volver a dedicarse y volver a montar en el parque para clasificar para los Juegos Olímpicos de verano de Tokio 2020 inaugurales. En septiembre de 2019, se anunció que sería el primer entrenador en jefe del primer BMX Freestyle del Team USA Olympic.

## Premios

### 2002
- X Games - Park Champion[4]

### 2003
- Triple Crown of BMX - Park Champion
- Triple Crown of BMX - Dirt Champion

### 2004
- ESPY - Best Action Sports[5]

### 2007
- AST Dew Tour BMX Dirt Dew Cup Champion

### 2009
- AST Dew Tour BMX Dirt Dew Cup Champion

### 2012
- Gold Medal - Grand Palais BMX Contest - Red Bull Skyline

### 2013
- AST Dew Tour BMX Park Dew Cup Champion

### 2014
- 1st Place - Red Bull Dreamline 2014

### 2017
- 3rd Place - Red Bull Joy Ride, Whistler 2017

### 2018
- 2nd Place - Wipperfürt BMX Contest 2018
- 1st place tie with Pat "the cat" Skate Cary Competition 2018

## Otros
En 2003, Nyquist se interpretó a sí mismo en un episodio de The Jersey llamado "The New Kid in Town" donde cambia de cuerpo con un niño llamado Elliott Rifkin (interpretado por Theo Greenway) mientras tiene que pasar la tarde con un niño nuevo en la escuela que tiene un chip en el hombro.
Nyquist apareció en MTV Cribs e hizo una aparición especial como él mismo en la caricatura Kim Possible.